# Meganisoptera
De Meganisoptera zijn een orde van uitgestorven geleedpotigen die uiterlijke gelijkenis vertoonden met de Odonata (libellen). De taxonomische verwantschap tussen deze orden is onzeker. Als de bekendste vertegenwoordigers omvatten ze de gigantische Meganeura monyi (een onvolledig exemplaar met een spanwijdte tot zeventig centimeter) en Meganeuropsis permiana (tot tweeënzeventig centimeter) en zijn daarmee de grootste vliegende insecten in de geschiedenis van de aarde.
De oudere naam Protodonata Brongniart uit 1894, die vaak in dezelfde zin wordt gebruikt, is onduidelijk in zijn afbakening en kan zijn gebaseerd op een groep (van het geslacht Protagrion) die tegenwoordig niet wordt beschouwd als behorend tot de libellenlijn en wordt daarom heden door de meeste wetenschappers vermeden. De afbakening van de families is controversieel en onduidelijk vanwege de tot nu toe schaarse vondsten tussen verschillende onderzoekers, en daarom wijzen velen helemaal geen families toe.

## Geschiedenis
Deze dieren leefden ongeveer 320 miljoen jaar geleden in het bovenste deel van het Carboon tot ongeveer 250 miljoen jaar geleden. Ze waren waarschijnlijk bijna wereldwijd verspreid, met vondsten in Europa, Rusland, China, Noord- en Zuid-Amerika. De oudste vertegenwoordigers waren drie soorten uit het Namurien van Hagen-Vorhalle (ongeveer 320 miljoen jaar oud) in Duitsland: Namurotype sippeli (spanwijdte tweeëndertig centimeter), Erasipteroides valentini en Zessinella siope. Het grootste exemplaar met gigantische vleugels op Duits grondgebied is Stephanotypus schneideri van het Stefanien van Plötz bij Halle (ongeveer 295 miljoen jaar oud) met een spanwijdte van vijfenveertig centimeter (Brauckmann & Zessin, 1989).
Men vermoedde dat deze gigantische insecten alleen levensvatbaar waren vanwege het extreem hoge zuurstofgehalte van de atmosfeer na het Carboon, die vijfendertig procent bedroeg (tegenwoordig eenentwintig procent). In 2009 werden 250 miljoen jaar oude, nog steeds zeer grote Meganeura-fossielen ontdekt in de buurt van Montpellier. Voor deze tijd van het einde van de Perm-periode, wordt atmosferische zuurstof in een huidige waarde vermoed, wat deze hypothese tegenspreekt.
Meer recente hypothesen verklaren hun uitsterven met het verschijnen van de eerste pterosauriërs en ook vliegende reptielen zoals Coelurosauravus.

## Taxonomie
De volgende families zijn toegewezen aan de Meganisoptera:
- Namurotypidae Bechly, 1996 met de enige soort Namurotypus sippeli (Brauckmann & Zessin, 1989)
- Meganeuridae Handlirsch, 1906
- Kohlwaldiidae Guthörl, 1962
- Paralogidae Handlirsch, 1906